# Стратегія-31
«Стратегія-31» — всеросійський громадянський рух на захист свободи зібрань в Росії. Започаткований влітку 2009 року — як безстрокова серія акцій протесту на захист свободи зібрань, гарантованих 31-ю статтею Конституції Російської Федерації. Акції проводять із 31 травня 2009 року в Москві на Тріумфальній площі о 18:00 кожного 31 числа місяця, якщо таке число у місяці присутнє. Пізніше акції стали проводити і в інших містах Росії.